# ساتوشی یاشیرو
ساتوشی یاشیرو (انگلیسی: Satoshi Yashiro؛ زادهٔ ۱۰ دسامبر ۱۹۷۴) بازیکن فوتبال اهل ژاپن است.